# University of Piraeus
University of Piraeus (engelska: Πανεπιστήμιο Πειραιώς) är ett universitet i Grekland.   Det ligger i prefekturen Nomós Piraiós och regionen Attika, i den sydöstra delen av landet, 7 km sydväst om huvudstaden Aten. 